# Vitstjärtad liekolibri
Vitstjärtad liekolibri (Eutoxeres aquila) är en fågelart i familjen kolibrier.

## Utseende
Vitstjärtad liekolibri kännetecknas av sin böjda näbb, en passande utformning för de blommor den vanligen söker nektar i, såsom exempelvis Heliconia. Fåglarna har en vikt på 10-13 gram och en längd på 12-14 centimeter. Hanen och honan liknar varandra till utseendet, fjäderdräkt är grönaktig på ovansidan av kroppen, medan undersidan är streckad. Stjärtfjädrarna har vita spetsar.

## Utbredning och systematik
Vitstjärtad liekolibri delas upp i tre underarter med följande utbredning:
- Eutoxeres aquila salvini – fuktiga förberg  från östra Costa Rica till västra Colombia
- Eutoxeres aquila heterurus – västra Anderna (från sydvästra Colombia till västra Ecuador)
- Eutoxeres aquila aquila – östra Anderna (från Colombia till norra Peru)

## Levnadssätt
Fågeln ryttlar inte när den dricker nektar, utan slår sig ner på blomman. Ibland kan fåglarna även ta små insekter och spindlar. Insekterna fångas då i flykten, medan spindlarna plockas från sina nät.

## Status och hot
Arten har ett stort utbredningsområde, men tros minska i antal, dock inte tillräckligt kraftigt för att den ska betraktas som hotad. Internationella naturvårdsunionen IUCN listar arten som livskraftig (LC). Beståndet uppskattas till i storleksordningen 50 000 till en halv miljon vuxna individer.

## Namn
Fågeln har på svenska även kallats örnkolibri